# Tito, Basilicata
Tito là một thị trấn và đơn vị hành chính thuộc tỉnh Potenza, ở phía Nam Italia, vùng Basilicata. Nó được bao quanh bởi Abriola, Picerno, Pignola, Potenza, Sant'Angelo Le Fratte, Sasso di Castalda, Satriano di Lucania và Savoia di Lucania.